# Rotating Detonation Engine

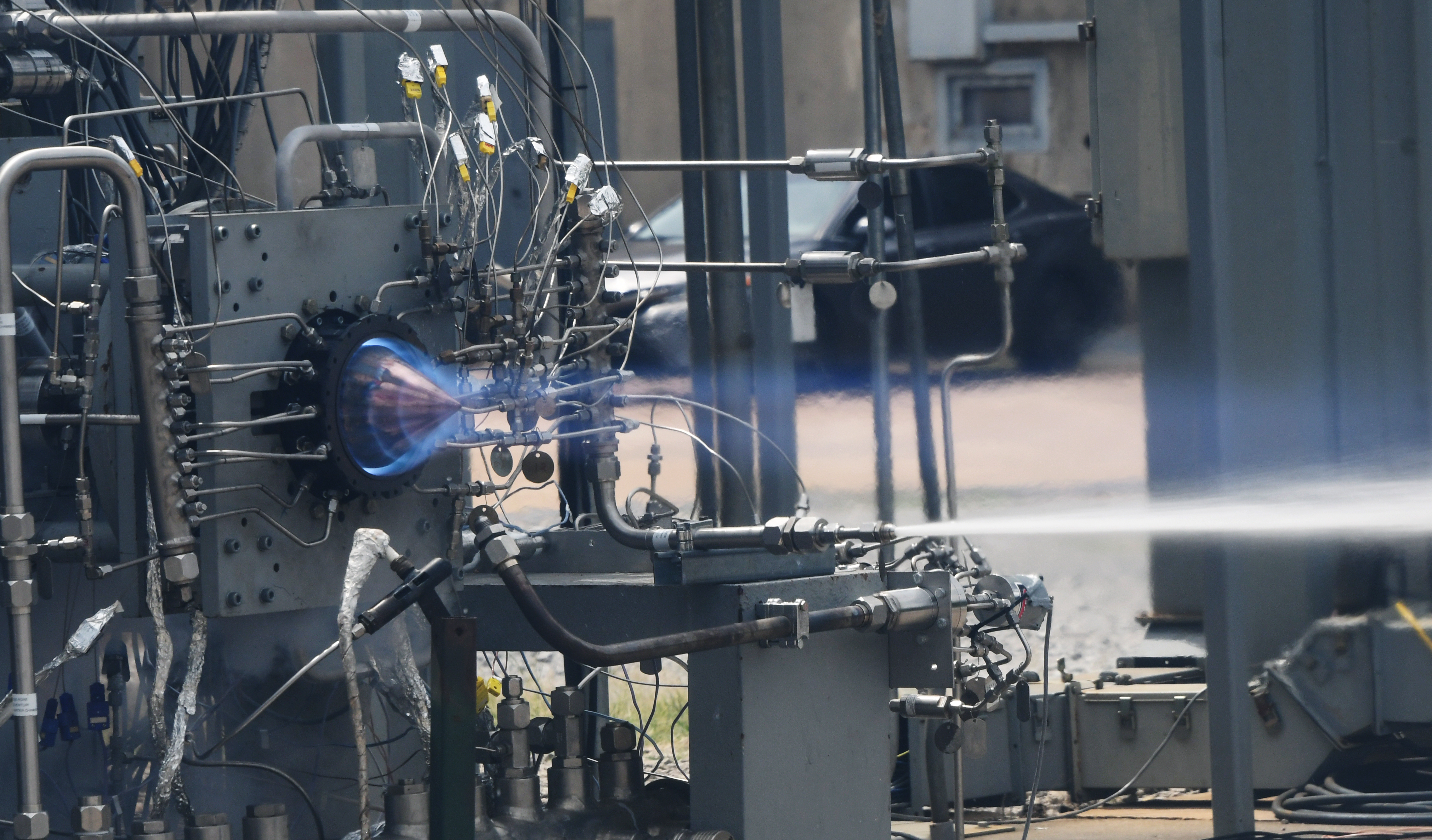
Testlauf eines RDE-Prototyps im Marshall Space Flight Centre

Als Rotating Detonation Engine (RDE) oder Umlaufdetonationstriebwerk bezeichnet man ein Strahltriebwerk, welches eine durch Überschall-Schockwellen verstärkte Brennstoffgemisch-Verbrennung nutzt, bei der sich eine oder mehrere Detonationswellen kontinuierlich in einen ringförmigen Kanal bewegen. Computersimulationen und experimentelle Ergebnisse haben gezeigt, dass RDEs das Potenzial für einen sehr effizienten Antrieb von Luft- und Raumfahrzeugen besitzen.
Anders als bei einer normalen Kraftstoffverbrennung dehnt sich bei einer Detonation die Flammenfront mit Überschallgeschwindigkeit aus. Die Flammenfront bildet eine Schockwelle, welche wiederum Bereiche mit sehr hohem Druck ausbildet. Der hohe Druck der Detonationsfront ermöglicht theoretisch eine um bis zu 25 % effizientere Kraftstoffnutzung als herkömmliche deflagrative Verbrennung. Ein solcher Effizienzgewinn würde beim Einsatz von RDEs in der Luft- und Raumfahrt zu erheblichen Kraftstoffeinsparungen führen.
Zu den Nachteilen zählen die große Lärmentwicklung und die bis jetzt noch nicht gelöste Verbrennungs-Instabilität.

## Konzept
Das Grundkonzept einer RDE basiert auf einer Detonationswelle, die in einem kreisförmigen Kanal (Ringraum) umläuft. Brennstoff und Oxidationsmittel werden in den Kanal eingespritzt, normalerweise durch kleine Löcher oder Schlitze. Durch einen Zünder wird im Kraftstoff-Oxidationsmittel-Gemisch eine Detonation ausgelöst. Eine oder mehrere Detonationswellen beginnen sich umlaufend im ringförmigen Verbrennungskanal zu bewegen. Das durch die Verbrennung entstehende, heiße und expandierende Gas strömt einerseits in hoher Geschwindigkeit aus der offenen Seite des Verbrennungskanal hinaus. Andererseits expandiert das Verbrennungsprodukt auch entlang des Kanals in der Bewegungsrichtung der Flammenfront und führt so zum kontinuierlichen Umlauf der Detonationswelle.
Obwohl das Funktionsprinzip des RDE dem einer Pulse Detonation Engine (PDE) verwandt ist, besitzt das RDE gegenüber dem PDE deutliche Vorteile, da die Detonationswellen kontinuierlich im Brennkanal umlaufen, wohingegen beim PDE nach jedem Puls die Brennkammern entleert und neu befüllt werden müssen. Das führt bei einem PDE dazu, dass alle Komponenten starker Vibration ausgesetzt sind und dass die maximal mögliche Leistung stark begrenzt ist. Das Funktionsprinzip eines PDE ähnelt dem eines Pulsstrahltriebwerks. In einem RDE können mehrere Detonationswellen gleichzeitig zirkulieren.